# Rhabdomastix georgica
Rhabdomastix georgica är en tvåvingeart som beskrevs av Jaroslav Stary 2004. Rhabdomastix georgica ingår i släktet Rhabdomastix och familjen småharkrankar. Inga underarter finns listade i Catalogue of Life.